# Școala Națională de Administrație din Franța
Școala Națională de Administrație (în franceză École nationale d'administration - ENA) este cea mai prestigioasă dintre „marile școli” cu profil politic și economic din Franța, absolvenții săi (cunoscuți și sub numele de enarhi) ocupând prin tradiție posturile-cheie în administrația publică a Franței și a altor țări francofone (enarhi au fost și trei președinți francezi de după 1945: Valéry Giscard d'Estaing ,Jacques Chirac și François Hollande). A fost creată la Paris în 1945 din inițiativa lui Charles de Gaulle și activează sub patronatul Prim-ministrului Franței.

## Scopul școlii
Formează înalți funcționari ai administației franceze (Consiliul de Stat, Curtea de Conturi, Inspecția Finanțelor, Corpul prefectural, Corpul Diplomatic sau Consular, Expansiunea economică în străinătate, etc.).

## Locație
La înființare, în 1945, Școala Națională de Administrație a avut sediul la Paris. După anul 1991, a fost în parte transferată la Strasbourg. Pentru o perioadă, sediul ENA a ființat în două locații: Paris și Strasbourg. Necesitatea de reducere a costurilor întreținerii celor două locații ca și locația specială a sediului din Strasbourg (o fostă închisoare transformată în școală), au condus la decizia de a se renunța la sediul din Paris și la mutarea definitivă a sediului la Strasbourg.
Anual cel puțin un român iese de pe băncile școlii. Până acum au absolvit cursurile ENA aproximativ 30 de români. Aceștia lucrează în domenii variate : administrație publică, diplomație, întreprinderi multinaționale, cabinete de avocatură și ocupa poziții de top.

## Crearea ENA

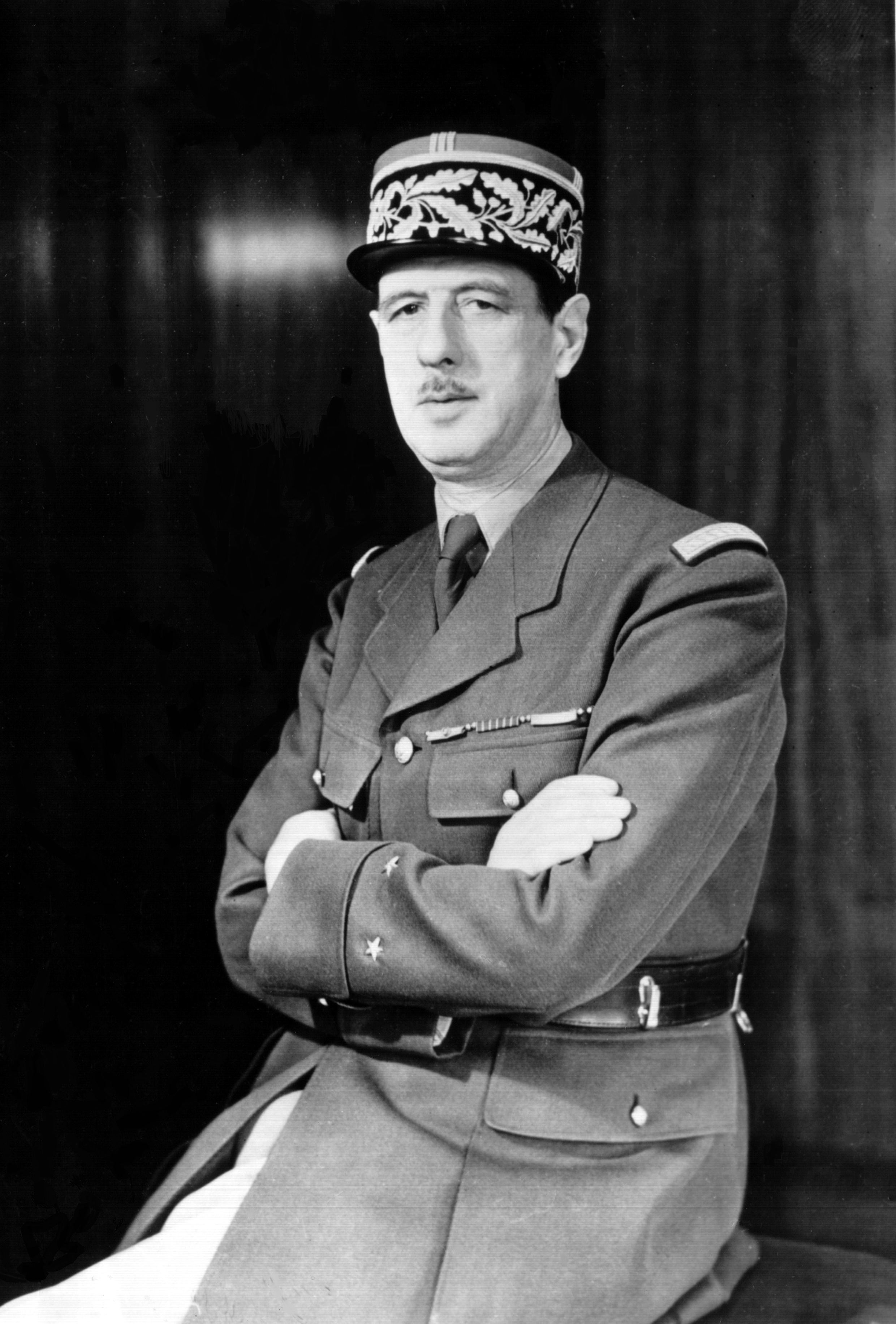
Charles de Gaule

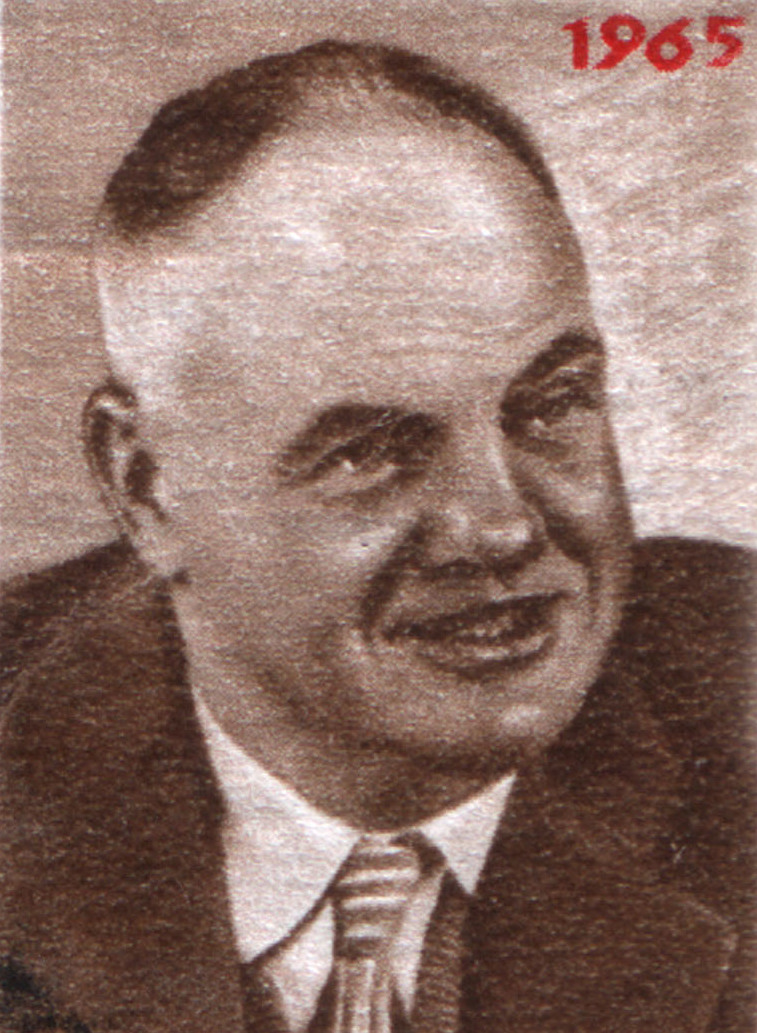
Portretul lui Maurice Thorez, conducător al Partidului Comunist Francez și semnatar al decretelor de fondare a ENA, pe un timbru poștal sovietic din 1965

Școala Națională de Administrație (ENA) a fost creată prin Ordonanța Nr. 45-2283, din 9 octombrie 1945 emisă de Guvernul Provizoriu al Republicii Franceze, pe atunci prezidat de Generalul Charles de Gaulle. Această decizie, care va dărâma în profunzime însăși structura administrației publice franceze, fusese pregătită de Misiunea provizorie de reformă a Administrației franceze, așezată sub patronatul șefului guvernului francez și condusă de Maurice Thorez, Vice-președinte al Consiliului de Miniștri și Secretar General al Partidului Comunist Francez. După demisia lui Charles de Gaulle, lui Maurice Thorez i-a revenit sarcina de a conduce reforma administrativă și de a elabora statutul funcției publice, preocupându-se de asigurarea nașterii Școlii Naționale de Administrație, creată înainte de intrarea sa în Consiliu. Michel Debré, raportor al Consiliului de Stat și comisar al Republicii la Angers, anima această misiune de creare a acestei instituții. Alături de Charles de Gaulle și de Maurice Thorez, Michel Debré este considerat ca fiind unul dintre cofondatorii ENA. În mod provizoriu, a asigurat funcțiile de director al Școlii Naționale de Administrație.

## Mutarea la Strasbourg
Sub impulsul dat de Édith Cresson, s-a hotărât în 1992 să se mute școala la Strasbourg, la numărul 1, de pe strada Sainte-Marguerite. Înainte de a primi ENA, locația a aparținut unui ordin religios militar, Hospitaliers de Saint-Jean de Jérusalem, sau, pe scurt, Commanderie Saint-Jean, construită în secolul al XIV-lea. Succesiv, a fost loc de comerț, de diplomație, spital, iar apoi, între 1740 și 1989, a fost o închisoare.